# Велика Грабовница (Лесковац)
Велика Грабовница је насеље на југу Србије, у Јабланичком округу и припада граду Лесковцу. Од Лесковца, који је регионални центар општине и округа, удаљена је 7 километара. Спада у групу мешовитих насеља (сеоске варошице), како по развијености, тако и по броју становника и занимању становништва. Према попису из 2022. било је 1086 становника.

## Географија
Велика Грабовница је смештена на југозападном рубу плодне Лесковачке котлине, на месту где ова почиње левкасто да се сужава на свега 600 до 800 метара, да би нешто јужније прешла у Грделичку клисуру. Са западне стране овог дела Лесковачке котлине, у залеђу села, уздижу се северни обронци планине Кукавице (1442), а према истоку, на десној обали Мораве, виде се Бабичка гора (1098), Селичевица (903) и Сува планина. С југа, из правца Грделичке клисуре, према северу тече Јужна Морава, пролазећи источним рубом Лесковачке котлине. Захваљујући оваквом положају, Велику Грабовницу нису могле да мимоиђу значајне саобраћајнице. На уском потезу између села и Мораве, правцем север-југ, вијугају четири саобраћајнице - три пута и железничка пруга. Најстарији и некада веома значајан Цариградски друм вековима повезује Лесковац и Врање. Трасом некадашњег пута Братство-јединство, поред самог села, са којим је повезан саобраћајном петљом, пролази магистрални пут Лесковац-Врање-македонска граница. Нешто источније, левом обалом Јужне Мораве, пролази и нови ауто-пут Е-75, да би се завршио 2 километра јужније, код села Мала Копашница. Изградња остатка ауто-пута до македонске границе је у току, а завршетак је планиран за крај 2016. године. Не мање важна је и железничка пруга Београд-Солун, која пролази стотинак метара источно од села, и са ауто-путем представља европски друмско-железнички коридор 10. Надомак села налази се железничка станица Ђорђево.
Велику Грабовницу и непосредну околину карактерише умерено-континентална клима.

### Воде
Велика Грабовница се налази на левој обали Јужне Мораве, главне сабирнице речних токова овог дела земље. Река се пружа правцем југ-север, и од села је удаљена око 800 метара. Са севера, из међубрдског простора, ка селу вијуга Туловска река, раздвајајући готово спојене две Грабовнице (Велику и Малу), а после кратког тока (око 19 km) улива се у Јужну Мораву. Ова река само у свом горњем току има стални годишњи водостај, а извире испод северних падина шумовите Кукавице формирајући се од издана, извора и потока. Јужним делом села, кроз насеље Мртвичани тече река Јаничарка, која више подсећа на поток него на реку, будући да током летњег периода обично пресуши. Извире на потезу званом Грчки дол. Иако је Грабовница подигнута на дилувијалној тераси, сеоски бунари су дубине 10-15 метара, богати су водом и до скора их је имала скоро свака кућа. Међутим, пошто село нема канализацију, домаћинства су принуђена да копају септичке јаме па је вода у бунарима биолошки неисправна и одавно се не користи за пиће.
Грабовница има заједнички градски водовод са Грделицом, који је изграђен 60-их година прошлог века, тако да је место снабдевено чистом планинском водом са водозахвата на Рупској реци, познатој и под називом Козарачка река.
У непосредној близини Грабовнице, у подножју брда Бостаниште, формирало се мало језеро „Росуља“, настало вештачким путем - ископавањем земље, која је иначе врло погодна за израду грађевинског материјала. Језеро је дубоко преко 20 метара и погодно је за риболов и купање у летњим месецима. Приликом изградње аутопута (коридор 10) настала су још два мања језера-рибњака у непосредној близини Јужне Мораве.

## Етимологија
Порекло назива Велика Грабовница, није тешко објаснити. То је насеље подигнуто у грабовом густишу, грабовој шуми па је вероватно по томе село и добило назив. Овакво објашњење имена свог места даје готово сваки Великограбовничанин.

## Историја
Велика Грабовница је старо српско село. Засељено је још у доба старе српске државе, вероватно на месту које се данас зове "Старо Село". Први помен имена Грабовница налази се у Душановој повељи из 1348. године. где се наводи као једно од дарованих села манастиру Хиландару. У турским изворима се не појављује Грабовница као једно сеоско насеље, већ као два: Горња Грабовница и Долња Грабовница. Горња Грабовница, вероватно данашњи локалитет „Старо село“ у турском попису из 1516. године било је тимарско село у нахији Дубочици, а Долња Грабовница, сада Мала Грабовница, припадала је хасу крушевачког Санџак-бега. Такође и Михајло Лукаревић новобрдски трговац, помиње у својој књизи дужника, Грабовницу. За време Првог српског устанка Грабовница је била на поседу Лесковачког Шашит-Паше, тако да су близина Лесковца и јака војна посада у граду као и стратегијски значај Солунског друма, спречили значајније учешће Грабовничана у неколико буна у Лесковачкој нахији почетком 19. века. Због тога и нема Грабовнице на списку попаљених места, мада је устанак утицао на исељавање извесних Великограбовничких породица. Грабовница и околина су ослобођени од Турака јануара 1878. године - после четири и по века ропства. На овом подручју, због значаја Цариградског друма вођене су тешке борбе. Одмах по ослобођењу од Османског царства формирана је општина Великограбовничка. Налазила се између: Губеровачке, Великотрњанске и Ораовачке општине. 1889. године Велику Грабовницу је посетио и ту кратко боравио у својству председника бирчаког одбора Великограбовничке општине Стеван Сремац. Велики број Грабовничана је дао своје животе у Балканским ратовима, првом и Другом светском рату. Током НАТО бомбардовања СРЈ и грабовничка села су била мета агресије. Последице се и данас осећају.
Месна заједница Велика Грабовница образована је 1965. године. Има свој печат, усвојени план и програм рада. Велика Грабовница је насеље збијеног типа и подељено је улицама на следеће махале: Чифлук (ембрион насеља), Росуља, Мртвичани, Трап, Добротинска, Митинска, Пешићка, Лудинска и Доња махала. Грабовница има осмогодишњу основну школу Вук Караџић, Дом Здравља као и Пошту која је јединица шире поштанске мреже. Пошта има свој карактеристични поштански број 16221. Просторни развој Грабовнице су, пре свега, диктирали Мидхад-пашин друм, главни излазни друм и остали (пољски) путеви. Како и у ком правцу су се кретали путеви у том правцу се развијала и Грабовница.

## Култура
У Грабовници се почетком године, 19. јануара на духовни празник Богојављење (Водице) одржава Туристичко-гурманска манифестација „Пихтијада-Грабовничке водице“ а у току лета и традиционално-меморијални турнир у одбојци. Што се тиче верских објеката интересантно је споменути средњовековни манастир (црква) Св. Никола и цркву Св. Тројица. Грабовничани имају своју славу „Спасовдан“.

## Привреда
Велика Грабовница је данас релативно велико и напредно место и заједно са Малом Грабовницом и насељем Добротин има око 600 домаћинства. Године 1878. она је имала 85 домаћинства. Према месту стално гравитирају ова села: Загужане, Зољево, Тулово, Липова чука, Бара, Мала и Велика Копашница, Слатина, Падеж, Губеревац, Добротин и Бели Брег. Основно занимање грабовничана одавно је престало да буде земљорадња. Грабовница има своју земљорадничку задругу „Слога“ која је у процесу реструктурирања и приватизације.
Грабовничани су традиционално везани за цигларски занат. У близини Грабовнице налазе се две циглане. У новије време основано је више предузећа и радњи нарочито за прераду дрвета. Позната су и транспортна предузећа „Симплон“, „Френки“ и „Горан“. Грабовница има и неколико ресторана, као и једну од старијих кафана у овим крајевима „Дуња“. Делимично је развијено услужно и производно занатство са неколико врста заната и пар занатских радњи.
Атар насељеног места Велика Грабовница се протеже на 1075 хектара од које површине на њиве и вртове отпада 567 хектара, на воћњаке 68 хектара, под шумом је 235 хектара и неплодно земљиште 61 хектар. Земљиште под виноградима захвата знатан простор од 83 хектара. Парцеле су уситњене (12-15 ари у просеку), а катастарски називи делова сеоског атара су следећи: Трнско ливађе, Турске њиве, Под-ваду, Моравиште, Косово, Аџијске њиве, Грчки дол, Нерезине, Турско гумно, Старо лојзе, Бостаниште, Бабин нос, Костур, Голема шума, Задујевац, Костадинов кладанац, Падалиште, Нишлијско.

## Демографија
Велика Грабовница је данас велико и напредно село. Године 1878. оно је имало 85 домаћинстава. По попису из 1953. године у њему је живело 238 домаћинстава са 1563 становника. Пописом извршеним 1971. године констатовано је да у Великој Грабовници је да има 371 домаћинство са 1609 становника.
Године 1977. пописани су ови родови у селу Велика Грабовница:
Митановићи, староседеоци (8 кућа); Сурумтије (Николићи), пореклом из Грделице (4 к.); Јанковићи, досељени из Трна за време Турака (5 к.); Мишићи, пореклом из Ћустендил Бање; Микинци, досељени из Зебинца (50 к.); Ђикини, староседеоци. Дошли из Старог Села (3 к.); Мијајловци, из Старог Села (6 к.); Месовци, староседеоци (10 к.); Лолини, староседеоци (3 к.); Лудинци, староседеоци (дошли из Старог Села) (6 к.); Добротинци, пореклом из Ћустендил Бање (4 к.); Бељакови, староседеоци (из Старог Села) (7 к.); Џoрини, староседеоци (из Старог Села) (5. к); Кулинци, досељени из Кулине, села испод Малог Јастрепца (8 к.); Мртвичани, из Мртвице (14 к.); Баздушанци, непознатог порекла (3 к.); Деда-Јанковци, староседеоци (7 к.); Пешићи, староседеоци (1 к.); Марјановци (Марјановићи), староседеоци (из Старог Села) (26 к.); Јованчини, из Зебинца (10 к.); Ђукинци, из Зебинца (6 к.); Лучини, из Зебинца (4 к.); Рајковци, староседеоци (3 к.); Миљослави, непознатог порекла (5 к.); Костадинови (Савићи), староседеоци (7 к.); Шанинци (Савићи), староседеоци (3 к.); Миљковци, староседеоци (из Старог Села) (6 к.); Лазаровци, из Мртвице (12 к.); Тртини, староседеоци (из Старог Села) (3 к.); Рашићи, староседеоци из Старог Села (3 к.); Анђелинковци, из Мртвице (13 к.); Лејкарци, староседеоци (6 к.); Станимировци, из Мртвице (4 к.); Цојчићи, из Велике Копашнице (5 к.); Ценићи, непознато порекло (4 к.); Долинарци, непознатог порекла (12 к.); Веселиновићи, из Клајића (1 к.); Цуцини, непознатог порекла (3 к.); Коцини, из Зебинца (5 к.); Мишотинци, староседеоци (12 к.); Јанковци, непознатог порекла (5 к.) и Стоиљковци, непознатог порекла (9 к.).
Велика Грабовница је великим делом насељено Србима (према попису из 2002. године), а у последња три пописа, примећен је пад у броју становника.
|             | \| Демографија[3] \| Демографија[3] \| Демографија[3] \| \| Година \| Становника \| Становника \| \| -------------- \| -------------- \| -------------- \| \| 1948. \| 1.505 \| \| \| 1953. \| 1.563 \| \| \| 1961. \| 1.548 \| \| \| 1971. \| 1.609 \| \| \| 1981. \| 1.638 \| \| \| 1991. \| 1.570 \| 1.492 \| \| 2002. \| 1.452 \| 1.608 \| \| 2011. \| 1.279 \| \| \| 2022. \| 1.086 \| \| |            |
| Демографија | |            |
| Година      | Становника | Становника |
| 1948.       | 1.505 |            |
| 1953.       | 1.563 |            |
| 1961.       | 1.548 |            |
| 1971.       | 1.609 |            |
| 1981.       | 1.638 |            |
| 1991.       | 1.570 | 1.492      |
| 2002.       | 1.452 | 1.608      |
| 2011.       | 1.279 |            |
| 2022.       | 1.086 |            |

| Етнички састав према попису из 2002.‍ | Етнички састав према попису из 2002.‍ | Етнички састав према попису из 2002.‍ | Етнички састав према попису из 2002.‍ | Етнички састав према попису из 2002.‍ |
| ------------------------------------ | ------------------------------------ | ------------------------------------ | ------------------------------------ | ------------------------------------ |
|                                      |                                      |                                      |                                      |                                      |
| Срби                                 | Срби                                 |                                      | 1.445                                | 99,51%                               |
| Хрвати                               | Хрвати                               |                                      | 1                                    | 0,06%                                |
| Украјинци                            | Украјинци                            |                                      | 1                                    | 0,06%                                |
| Македонци                            | Македонци                            |                                      | 1                                    | 0,06%                                |
| Бугари                               | Бугари                               |                                      | 1                                    | 0,06%                                |
| непознато                            | непознато                            |                                      | 3                                    | 0,20%                                |

| \| \| м \| \| \| ж \| \| ? \| 2 \| \| \| 4 \| \| 80+ \| 9 \| \| \| 18 \| \| 75—79 \| 13 \| \| \| 33 \| \| 70—74 \| 47 \| \| \| 48 \| \| 65—69 \| 53 \| \| \| 63 \| \| 60—64 \| 45 \| \| \| 65 \| \| 55—59 \| 34 \| \| \| 25 \| \| 50—54 \| 33 \| \| \| 43 \| \| 45—49 \| 61 \| \| \| 51 \| \| 40—44 \| 56 \| \| \| 49 \| \| 35—39 \| 52 \| \| \| 45 \| \| 30—34 \| 50 \| \| \| 44 \| \| 25—29 \| 58 \| \| \| 46 \| \| 20—24 \| 59 \| \| \| 35 \| \| 15—19 \| 43 \| \| \| 42 \| \| 10—14 \| 43 \| \| \| 33 \| \| 5—9 \| 42 \| \| \| 37 \| \| 0—4 \| 41 \| \| \| 30 \| \| Просек : \| 38,8 \| \| \| 43,5 \| |      |  |  |      |
| |      |  |  |      |
| | м    |  |  | ж    |
| ? | 2    |  |  | 4    |
| 80+ | 9    |  |  | 18   |
| 75—79 | 13   |  |  | 33   |
| 70—74 | 47   |  |  | 48   |
| 65—69 | 53   |  |  | 63   |
| 60—64 | 45   |  |  | 65   |
| 55—59 | 34   |  |  | 25   |
| 50—54 | 33   |  |  | 43   |
| 45—49 | 61   |  |  | 51   |
| 40—44 | 56   |  |  | 49   |
| 35—39 | 52   |  |  | 45   |
| 30—34 | 50   |  |  | 44   |
| 25—29 | 58   |  |  | 46   |
| 20—24 | 59   |  |  | 35   |
| 15—19 | 43   |  |  | 42   |
| 10—14 | 43   |  |  | 33   |
| 5—9 | 42   |  |  | 37   |
| 0—4 | 41   |  |  | 30   |
| Просек : | 38,8 |  |  | 43,5 |

| Година пописа     | 1948. | 1953. | 1961. | 1971. | 1981. | 1991. | 2002. |
| ----------------- | ----- | ----- | ----- | ----- | ----- | ----- | ----- |
| Број домаћинстава | 265   | 283   | 324   | 371   | 385   | 386   | 373   |

| Број чланова      | 1  | 2  | 3  | 4  | 5  | 6  | 7  | 8 | 9 | 10 и више | Просек |
| ----------------- | -- | -- | -- | -- | -- | -- | -- | - | - | --------- | ------ |
| Број домаћинстава | 37 | 72 | 47 | 73 | 57 | 62 | 22 | 1 | 1 | 1         | 3,89   |

| Пол    | Укупно | Неожењен/Неудата | Ожењен/Удата | Удовац/Удовица | Разведен/Разведена | Непознато |
| ------ | ------ | ---------------- | ------------ | -------------- | ------------------ | --------- |
| Мушки  | 615    | 160              | 413          | 36             | 6                  | 0         |
| Женски | 611    | 70               | 426          | 103            | 11                 | 1         |
| УКУПНО | 1.226  | 230              | 839          | 139            | 17                 | 1         |

| Пол    | Укупно                    | Пољопривреда, лов и шумарство | Рибарство                            | Вађење руде и камена | Прерађивачка индустрија       |
| ------ | ------------------------- | ----------------------------- | ------------------------------------ | -------------------- | ----------------------------- |
| Мушки  | 224                       | 50                            | 0                                    | 0                    | 54                            |
| Женски | 96                        | 28                            | 0                                    | 0                    | 34                            |
| Укупно | 320                       | 78                            | 0                                    | 0                    | 88                            |
|        |                           |                               |                                      |                      |                               |
| Пол    | Производња и снабдевање   | Грађевинарство                | Трговина                             | Хотели и ресторани   | Саобраћај, складиштење и везе |
| Мушки  | 2                         | 41                            | 13                                   | 4                    | 15                            |
| Женски | 0                         | 2                             | 3                                    | 2                    | 0                             |
| Укупно | 2                         | 43                            | 16                                   | 6                    | 15                            |
|        |                           |                               |                                      |                      |                               |
| Пол    | Финансијско посредовање   | Некретнине                    | Државна управа и одбрана             | Образовање           | Здравствени и социјални рад   |
| Мушки  | 1                         | 1                             | 20                                   | 10                   | 3                             |
| Женски | 4                         | 0                             | 0                                    | 9                    | 11                            |
| Укупно | 5                         | 1                             | 20                                   | 19                   | 14                            |
|        |                           |                               |                                      |                      |                               |
| Пол    | Остале услужне активности | Приватна домаћинства          | Екстериторијалне организације и тела | Непознато            | Непознато                     |
| Мушки  | 1                         | 0                             | 0                                    | 9                    | 9                             |
| Женски | 0                         | 0                             | 0                                    | 3                    | 3                             |
| Укупно | 1                         | 0                             | 0                                    | 12                   | 12                            |